# 青森県道251号妙売市線
青森県道251号妙売市線（あおもりけんどう251ごう みょううるいちせん）は、青森県八戸市内を通る一般県道である。

## 概要
八戸市妙の国道45号から北西方向へ分岐し、吹上を経由して三日町で国道340号に合流左折し、八戸市新荒町国道340号から分岐右折して八戸市売市の国道104号交点で路線が終わる。
なお、この路線は国道45号における八戸バイパスの開通により旧道となった区間である。

### 路線データ
- 起点：八戸市大字妙[1]
- 終点：八戸市大字売市[1]

## 歴史
- 1974年（昭和49年）3月30日 - 県道に認定される[1]。

## 路線状況

### 重複区間
- 青森県道139号差波新井田線 : 八戸市新井田地内
- 青森県道29号八戸環状線 : 八戸市田向地内
- 青森県道11号八戸大野線 : 八戸市吹上地内
- 国道340号 : 八戸市三日町 - 八戸市新荒町

### 一方通行区間
- 八戸市吹上1丁目 - 八戸市三日町（本八戸駅方向からの一方通行区間）
  - 逆方向は青森県道11号線八戸大野線を利用する。
- 八戸市三日町 - 八戸市新荒町（三日町方向への一方通行区間・国道340号重複区間）
  - 逆方向は、南側の八戸市道上組町湊線[2]を利用する。

## 地理

### 接続する道路
- 国道45号 浜街道（八戸市大字妙、起点）
- 青森県道139号差波新井田線（八戸市大字新井田字山道）
- 青森県道139号差波新井田線（八戸市大字新井田字山道）
- 青森県道29号八戸環状線（八戸市大字田向字毘沙門前）
- 青森県道29号八戸環状線（八戸市大字田向字毘沙門平）
- 青森県道11号八戸大野線（八戸市吹上）
- 国道340号・青森県道23号本八戸停車場線（八戸市三日町）
- 国道340号（八戸市新荒町）
- 国道104号（八戸市大字売市、終点）

### 沿線の施設など
- 八戸市立大館中学校
- 八戸市立新井田小学校
- 八戸市立市民病院
- 向陵高等学校
- 於本自動車学校
- 八戸市立第一中学校
- 八戸市立吹上小学校
- 青森県立八戸東高等学校
- 八戸中央通郵便局
- さくら野百貨店八戸店
- 中合三春屋店
- チーノはちのへ
- ヴィアノヴァビル
  - 青森朝日放送八戸支社
  - 八戸テレビ放送（ケーブルテレビ局）
- 長根総合運動公園